# Ollières
Ollières (okzitanisch Olieras) ist eine französische Gemeinde im Département Var in der Region Provence-Alpes-Côte d’Azur. Sie gehört zum Arrondissement Brignoles und zum Kanton Saint-Maximin-la-Sainte-Baume.
Nachbargemeinden sind Artigues, Esparron, Seillons-Source-d’Argens, Saint-Maximin-la-Sainte-Baume, Pourcieux und Pourrières.

## Bevölkerungsentwicklung
| 1962 | 1968 | 1975 | 1982 | 1990 | 1999 | 2006 | 2007 | 2017 |
| ---- | ---- | ---- | ---- | ---- | ---- | ---- | ---- | ---- |
| 166  | 138  | 151  | 200  | 331  | 446  | 602  | 624  | 646  |